# Rivera de Fresnedosa
La rivera de Fresnedosa es un curso de agua de la península ibérica, afluente del Tajo por su margen derecha. Discurre íntegramente por la provincia española de Cáceres, en Extremadura.
Nace en la sierra de Pedroso en el término de Pedroso de Acim, como un conjunto de arroyos cercanos al monasterio del Palancar. La confluencia de estos arroyos forma en el término de Pedroso el embalse de Torrejoncillo, a partir del cual sale la rivera. La rivera de Fresnedosa marca el límite municipal entre Torrejoncillo y Portezuelo y posteriormente sus aguas se represan en el embalse de Portaje. Tras cruzar las tierras de Pescueza, su curso vuelve a señalar límites municipales, primero entre Pescueza y Cachorrilla y más tarde entre Ceclavín y Acehúche. La desembocadura en el Tajo se realiza en el embalse de Alcántara.
Da nombre a la mancomunidad de la Rivera de Fresnedosa, una de las mancomunidades en las que se organiza el territorio rural de la provincia de Cáceres.
En el entorno del espacio natural de los Canchos de Ramiro, dentro de la ZEPA se considera "zona de interés prioritario" al tramo de esta rivera entre la desembocadura del arroyo del Zahurdón y el embalse de Portaje, y "zona de alto interés" al comprendido entre dicho embalse y la desembocadura del arroyo del Ratón.

## Historia
Antes de la construcción de los embalses que actualmente acumulan sus aguas, la rivera era en su estado natural un curso de agua estacional que fluía en invierno y se estancaba en verano. El Diccionario geográfico-estadístico-histórico de España y sus posesiones de Ultramar, de mediados del siglo XIX, lo describe así: «es de escasa corriente, pudiendo asegurarse que solo conduce aguas en invierno, conservando en las restantes estaciones las estancadas en los sitios más profundos».
Pese a la estacionalidad de las aguas, el embalse de Portaje o de Santa María fue construido en los años 1980 con intención de ampliar las tierras de regadío de la zona. Tal hecho no llegó a llevarse a cabo por la presión de los vecinos de la zona y de grupos ecologistas, porque ya se habían creado durante la Dictadura Franquista grandes regadíos en el entorno próximo a Coria y se quería preservar las dehesas. Actualmente este embalse, al estar infrautilizado en comparación con su plan inicial, carece de los desniveles habituales en otros embalses y por ello se ha convertido en un refugio ornitológico para diversas aves acuáticas.